# 新德里国立博物馆
新德里国立博物馆是印度最大的博物馆之一。始建于1949年，座落于印度新德里人民大道，隶属于印度文化部。博物馆拥有超过20万涵盖五千年的来自于印度及海外的艺术藏品。

## 历史及现状
1946年，时任印度首席大法官莫里斯·盖尔爵士与印度政府合作筹建了以自己姓名命名的委员会，用以收集在以印度艺术为主题的藏品，并在1947年和1948年在伦敦伯灵顿拱廊街所举办的冬季博览会上展出这些藏品，并收到了极大关注。这些展品在1949年于印度总理府展出，也获得了成功。这几次成功的展览让时任印度总理贾瓦哈拉尔·尼赫鲁在同年发出了建立印度自己的国家博物馆的倡议。1949年8月15日，时任印度总督查克拉瓦尔蒂·拉贾戈巴拉查理在印度总理府举办了新德里国立博物馆的成立仪式。1955年5月12日，贾瓦哈拉尔·尼赫鲁博物馆建筑的奠基仪式，建筑第一部分于1960年12月18日建成，第二部分则成建于1989年。博物馆最初由考古部门总干事负责，1957年，印度教育部宣布博物馆为独立机构并对其负责，现在国立博物馆由印度文化部负责。

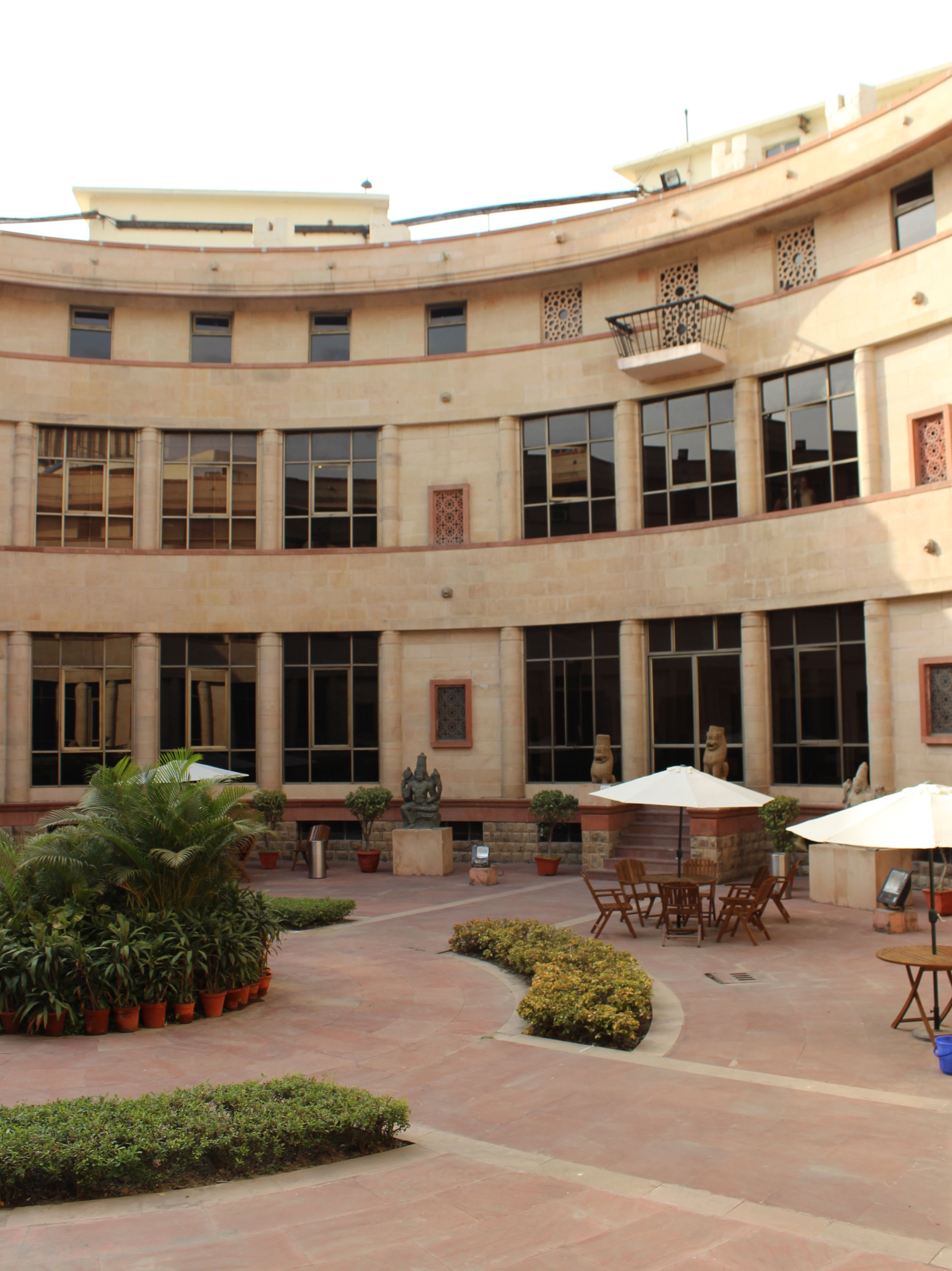
新德里国立博物馆内部

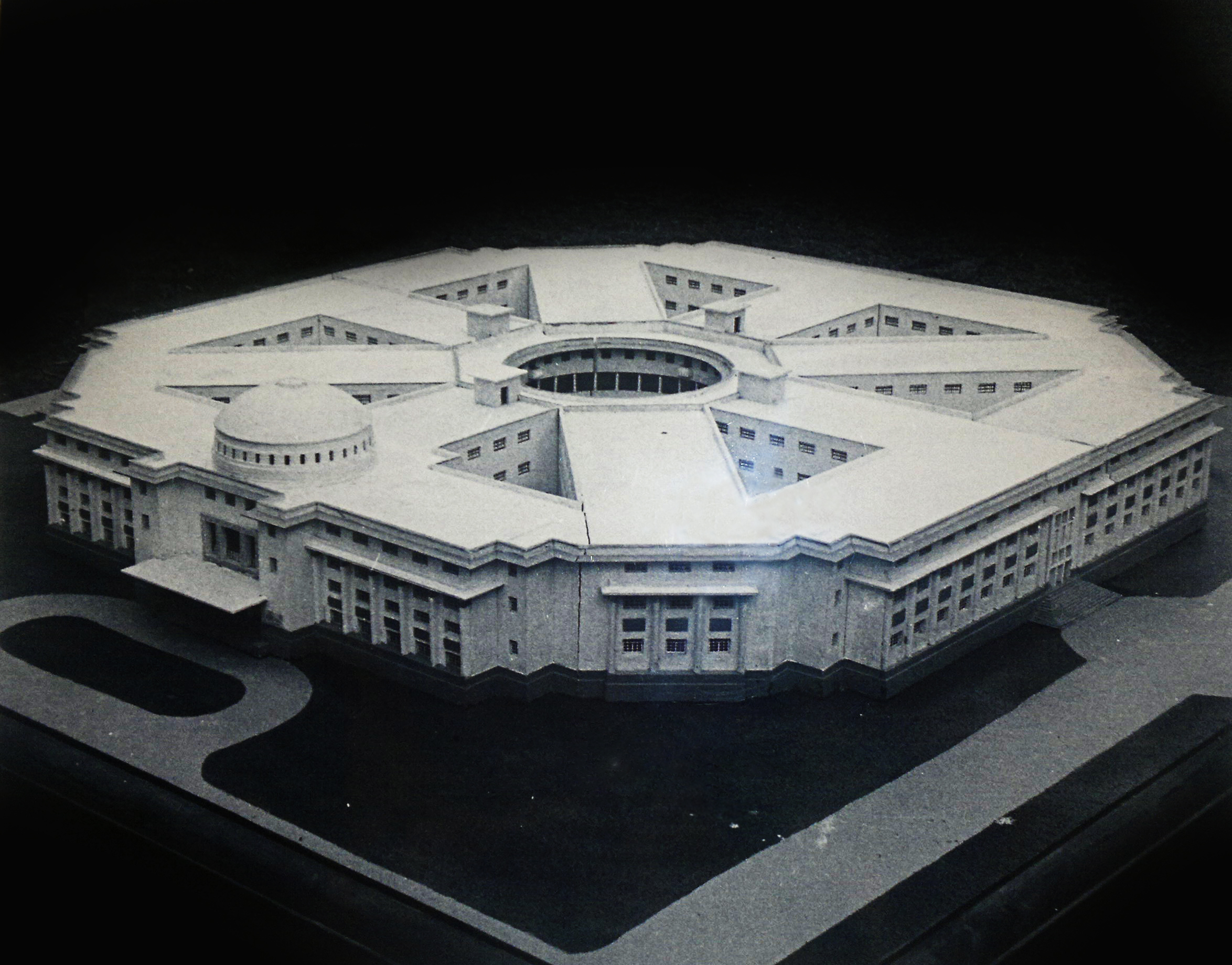
新德里国立博物馆建筑模型

## 藏品

### 印度河流域文明展区
该展区展出了来自于印度河流域文明的各种文物，展示了印度河文明当时的技术及生活方式。大部分展品由印度印度考古调查部门永久借展。
展品多来自于纳尔（今巴基斯坦境内）、多拉維臘、卡里班甘、洛塔、拉吉加西等古城。其中比较著名的有青铜器“舞女”，印度河流域文明被认为是青铜器时代文明，该展品可以展示出当时的艺术及冶金方面的进步。该展区也展出了一些印章，这些印章刻画有公牛、大象、独角兽、老虎、鳄鱼、未知符号等图案或者未被破解的语言的文字。除此之外，展区也有展示青铜器、陶器、雕像等展品。

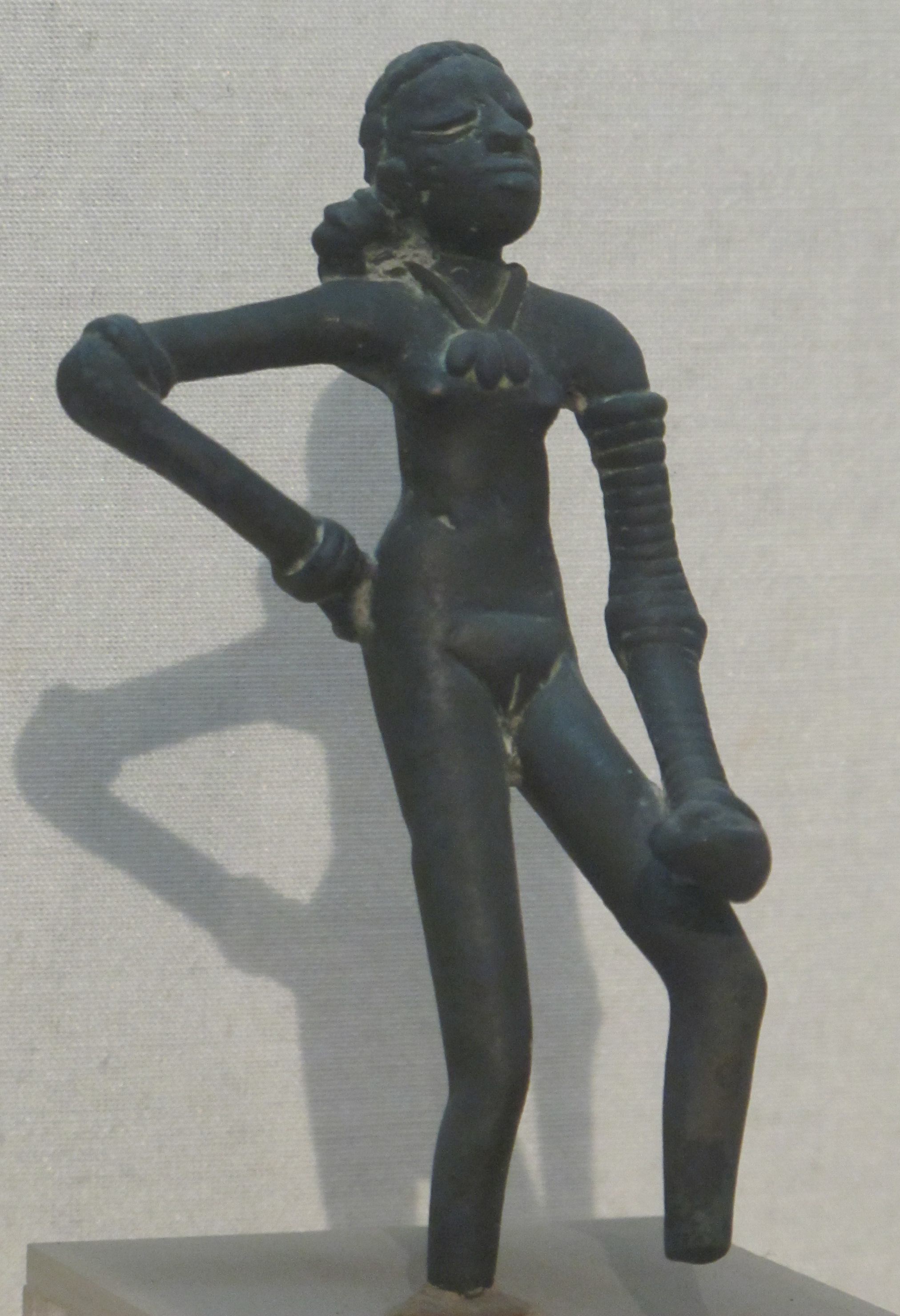
印度河流域文明展区展出的舞女

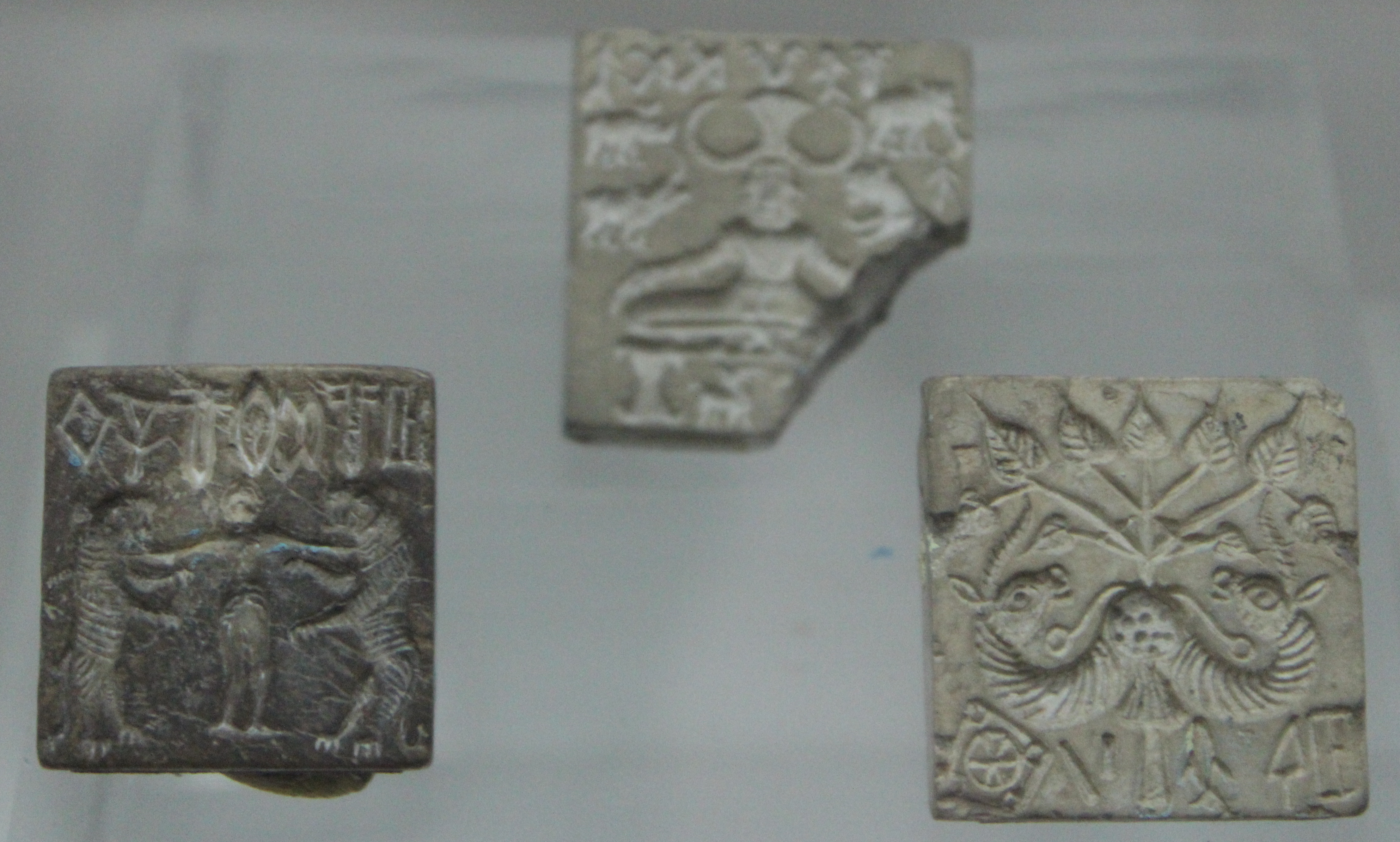
印度河流域文明展区展出的印章

### 中亚展区
该展区展出了由英籍探险家马尔克·奥莱尔·斯坦因四次中亚探险所发掘的大量文物，其来源包括吐峪沟石窟等地。这些展品大多先藏于1929年建立的中亚古物博物馆之中，1958年，中亚古物博物馆与国立博物馆合并，藏品则由新馆保存。该展区的展品因为地处丝绸之路核心地带，故多可以含有古罗马、萨珊王朝、中国中原、西域各国、西藏地区等多种文化元素。藏品多是从公元3世纪到12世纪的壁画、丝绸画、纸、木器、陶器、泥塑、佉卢文文书和纺织品。此展区中心是一尊明代青铜坐佛。馆藏有大量佛教刺绣，其中最古老的刺绣虽然没有署名日期，但可以通过画中人物的服饰推断出该作为大概公元6-7世纪的作品，除此之外馆藏也有图解佛经写本《般若波罗蜜多心经》。

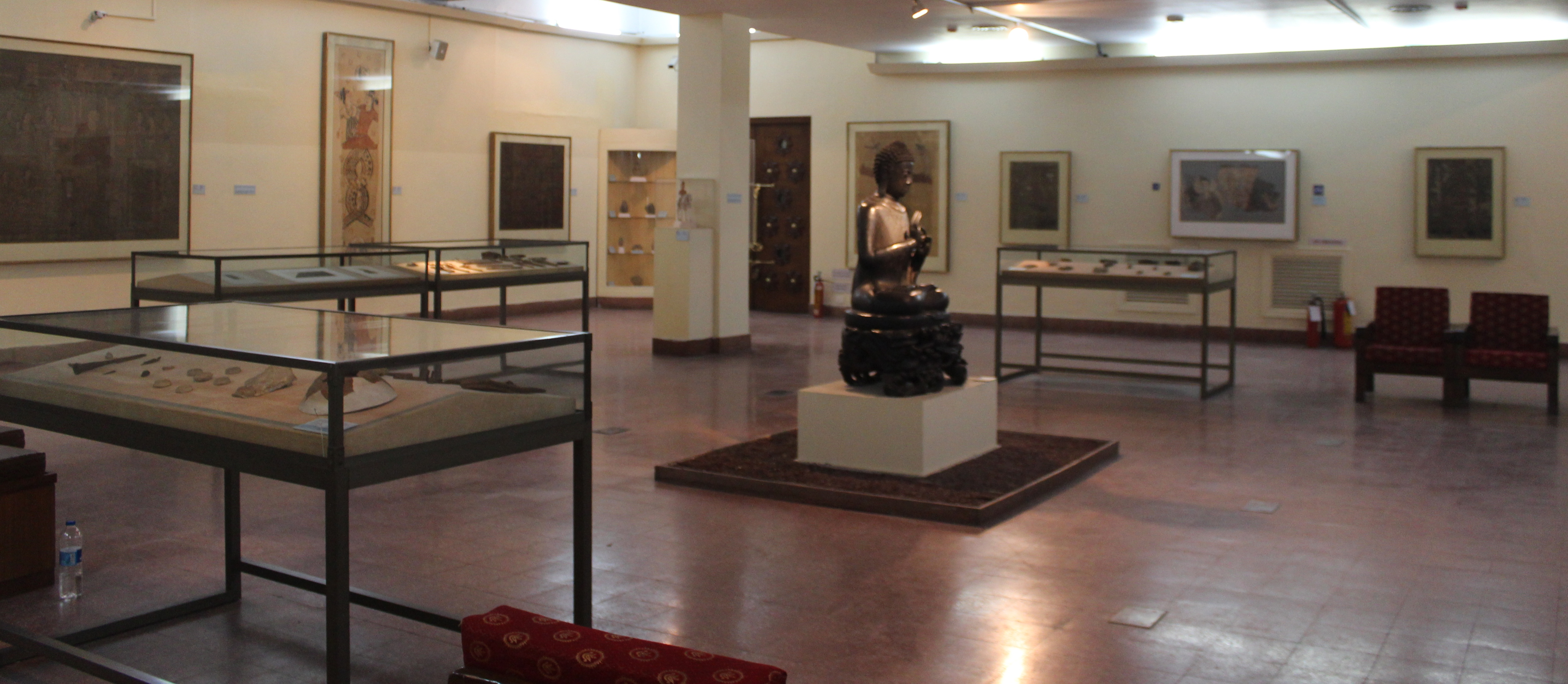
中亚展区

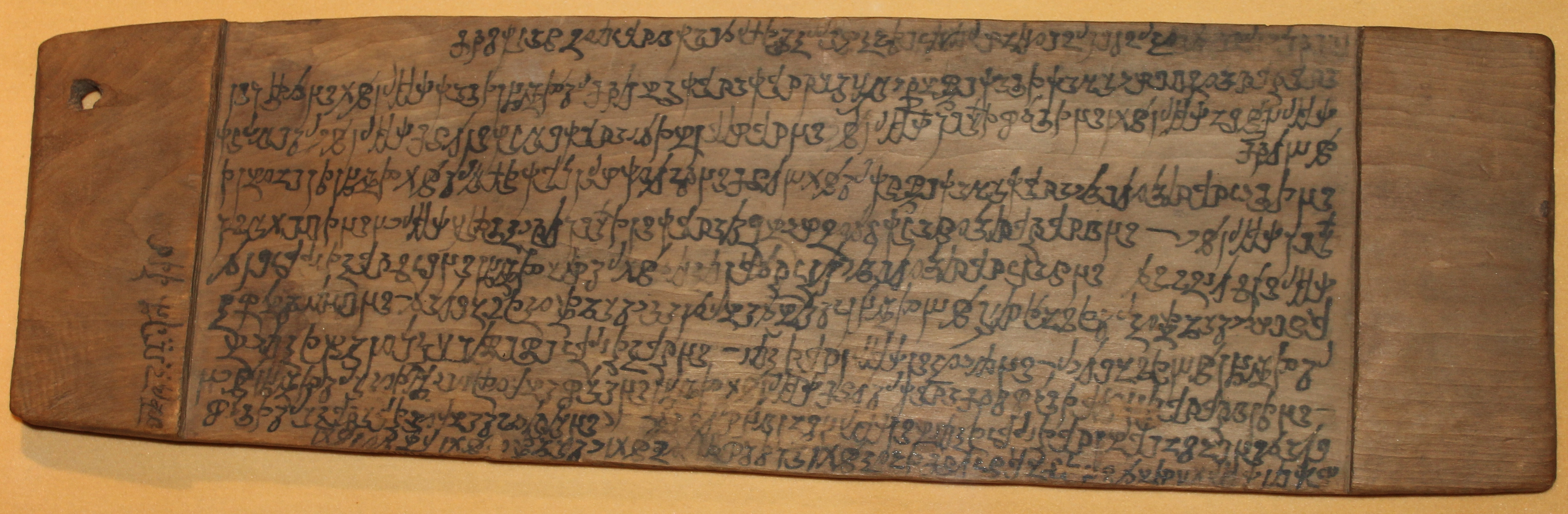
佉卢文木板

除此之外，博物馆还包括孔雀王朝、巽伽王朝、百乘王朝文化展区；健馱邏國文化展区；古普塔展区；中世纪艺术馆；微型画廊；佛教文物展区；前哥伦比亚和西方艺术展区等。